# اسپرسی تماشائی
اسپرسی تماشائی (نام علمی: Hedysarum formosum) نام یک گونه از سرده اسپرسی است.